# Obrocine, Bârzula
Obrocine (în ucraineană Оброчне) este un sat în comuna Cuialnic din raionul Bârzula, regiunea Odesa, Ucraina.

## Demografie
Componența lingvistică a localității Obrocine
     Ucraineană (91,53%)
     Română (8,47%)
Conform recensământului din 2001, majoritatea populației localității Obrocine era vorbitoare de ucraineană (91,53%), existând în minoritate și vorbitori de română (8,47%).